# علی احمدنیا
علی احمدنیا (زاده ۳ خرداد ۱۳۶۶، تهران) فعال سیاسی و اجتماعی و بنیان‌گذار رسانه خبری اصلاحات نیوز و ریاست امور اطلاع‌رسانی دولت چهاردهم جمهوری اسلامی ایران است. اسفند ۱۳۹۵ در جریان بازداشت مدیران کانال‌های تلگرامی بازداشت شد که با انتقاد برخی از نمایندگان مجلس و پزشکیان مواجه شد. وی شهریور ۱۴۰۳ طی حکمی به عنوان سرپرست امور اطلاع‌رسانی دولت منصوب کرد.

## زندگی
احمدنیا متولد ۳ خرداد ۱۳۶۶ در تهران است. وی دانش‌آموخته ارتباطات است.

## فعالیت‌ها
«در این ایام بارها صحبت از سایه و سایه نشینی می‌کنند آقای دکتر پزشکیان اگر در مسیر مردم باشید به شما قول می‌دهم همین مردم همین رسانه‌ها و خبرنگاران نور بر سایه‌ها می‌تابانند و اجازه ناامیدی از دولت محترم را شما نخواهند داد.»

—علی احمدنیا، مدیر مسئول اصلاحات نیوز در دیدار خبرنگاران با رئیس‌جمهور

### اصلاحات نیوز
اصلاحات نیوز ابتدا فعالیت خود را در سال ۱۳۸۹ آغاز کرد که پس از گذشت مدت کوتاهی از فعالیت خود فیلتر شد در نهایت با بازداشت علی احمدنیا مؤسس و سردبیر این پایگاه، سایت از دسترس خارج و بسته شد. پس از گذشت چند سال در سال ۹۳ فعالیت آن در بستر پیام رسان تلگرام آغاز شد. در سال ۱۳۹۵ پیش انتخابات ریاست‌جمهوری ایران فعالیت این رسانه به مدت بیش از یک سال توقیف شد اما مجدداً پس از آزادی علی احمدنیا، فعالیت خود را آغاز کرد. اصلاحات نیوز در ایران از رسانه‌های وابسته به جناح اصلاح‌طلبان ایران شناخته می‌شود.
اصلاحات نیوز بارها مطالبی را در نقد فضای فعلی ایران و تلاش برای دسترسی به آزادی‌های مدنی بیشتر از جمله حقوق کارگران و زنان منتشر کرده است که توسط دیگر رسانه‌های خبری بازنشر شده است.

«او می‌توانست شعاری صحبت کند اما سعی کرد وعده‌ای ندهد و مردم را ساده فرض نکند، او برای مردم بیش از این‌ها ارزش قائل است.»

—علی احمدنیا، در حمایت از پزشکیان

### دولت چهاردهم
علی احمدنیا سرپرست امور اطلاع‌رسانی شورای اطلاع‌رسانی دولت در یادداشتی در صفحه شخصی خود در فضای مجازی نوشت: «اطلاع‌رسانی دولت‌ها در سطح جهانی لحظه به لحظه در حال توسعه و تحول است در دولت دکتر پزشکیان نیز سعی بر تحول با هدف خدمت برای ایران است.»
احمدنیا  در صفحه شخصی خود در فضای مجازی نوشت: «اطلاع‌رسانی دولت‌ها در سطح جهانی لحظه به لحظه در حال توسعه و تحول است در دولت دکتر پزشکیان نیز سعی بر تحول با هدف خدمت برای ایران است. موضوعاتی مانند هوش مصنوعی و بلاکچین در اطلاع‌رسانی را فصل جدیدی در حوزه خبر می‌دانم و برای آنها در برنامه‌های آینده اطلاع‌رسانی دولت پزشکیان برنامه ویژه‌ای دارم.»
در پی انتصاب او به عنوان ریاست امور اطلاع‌رسانی روزنامه کیهان در واکنشی شدید نوشت: «در پوشش وفاق ملی که پدیده قابل تقدیری است، افراد زاویه‌دار و بدسابقه به کار گرفته می‌شوند که مفهوم دیگر آن طرد و نفی نیروهای متعهد و انقلابی است… آقای رئیس‌جمهور با یک جست‌وجوی ساده می‌توانید به هویت برخی از منصوبان زاویه‌دار پی ببرید! ...»» محمد ایمانی، عضو شورای سردبیری کیهان نیز نوشته: «وی دارای این سوابق است:
در پی انتصاب او به عنوان ریاست امور اطلاع‌رسانی روزنامه کیهان در واکنشی شدید نوشت: «در پوشش وفاق ملی که پدیده قابل تقدیری است، افراد زاویه‌دار و بدسابقه به کار گرفته می‌شوند که مفهوم دیگر آن طرد و نفی نیروهای متعهد و انقلابی است… آقای رئیس‌جمهور با یک جست‌وجوی ساده می‌توانید به هویت برخی از منصوبان زاویه‌دار پی ببرید! ...»» محمد ایمانی، عضو شورای سردبیری کیهان نیز نوشته: «وی دارای این سوابق است:
- بازداشت از سوی دستگاه‌های اطلاعاتی و محکومیت به پنج سال زندان
- عضو کارگروه تخصصی نفت (زیر مجموعه شورای راهبری ظریف) برای تعیین وزیر
- مدیر کانال اصلاحات‌نیوز[۳]
- از فعالان بازار ارزهای دیجیتال[۲۵]

الیاس حضرتی، رئیس شورای اطلاع‌رسانی دولت و علی احمدنیا، سرپرست امور اطلاع‌رسانی این شورا از جمله کسانی هستند که مورد هجمه اصولگراها قرار گرفتند. همچنین در برنامه تلویزیونی صدا و سیمای جمهوری اسلامی ایران حمله تندی از سوی کارشناس تلویزیون به دولت به خاطر انتصاب علی احمدنیا و مجری‌گری هادی حیدری صورت گرفت. وی در این برنامه گفت: «آقای پزشکیان دم از وفاق می‌زند، اما در دولتش برای کسی که به رئیسی و دولت او و انتخابات توهین کرده حکم می‌زنند!» روزنامه خراسان نوشت، انتصاب برخی مدیران میانی در دولت از جمله علی احمدنیا «سرپرست امور اطلاع‌رسانی دولت» که کارنامه حاشیه سازی دارد، جنجالی زیادی را در فضای سیاسی و رسانه‌ای کشور ایجاد کرده است.
در مهر ۱۴۰۳ حساب جعلی منتسب به «سرپرست امور اطلاع‌رسانی دولت» مطالب توهین‌آمیزی منتشر می‌کرد.

### بازداشت و زندانی
احمدنیا اسفند ۱۳۹۵ در جریان  بازداشت مدیران کانال‌های تلگرامی به اتهام انتشار «مسائل خلاف عفت عمومی» و ارتباط با «سرویس‌های اطلاعاتی بیگانگان» بازداشت شد. خرداد ماه ۱۳۹۶ «کمپین بین‌المللی حقوق بشر در ایران» و وبسایت «کلمه» گزارش دادند که شش تن از متهمان این پروند از روز ۲۹ خرداد (۱۹ ژوئن) در بند «۲ الف» زندان اوین که در اختیار سپاه پاسداران است «در اعتراض به طولانی شدن زمان بازداشت و عدم دسترسی‌شان به وکیل» دست به اعتصاب غذا زده‌اند. پرونده آن برای محاکمه در اختیار ابوالقاسم صلواتی قرار گرفت. غلامحسین محسنی اژه‌ای، سخنگوی قوه قضائیه خبر اعتصاب غذا را «شایعه» خواند و او را «وابسته به سرویس‌های بیگانه» خوانده بود.
با دخالت رئیس‌جمهور وقت، حسن روحانی در این پرونده، بعد گسترده سیاسی آن آشکار شد. حسن روحانی وزیر کشور، دادگستری و اطلاعات را مأموریت داد، در این زمینه «گزارش دقیقی» تهیه کنند. سایت کلمه در این باره نوشت: «برخی از منابع معتقدند که نهادهای امنیتی و قضایی مخالف دولت روحانی اصرار دارند تا پیش از شروع دوره جدید دولت و مراسم تحلیف و تنفیذ، محاکمه بازداشت‌شدگان منتسب به دولت روحانی به سرانجام برسد».
علی مجتهدزاده، وکیل چند نفر دیگر از مدیران کانال‌های تلگرامی از احکام سنگین برای آنان خبر داد. او به ایلنا گفت که شش تن از آنان در مجموع به ۲۳ سال زندان محکوم شده‌اند. بنا بر حکم دادگاه انقلاب سبحان جعفری به سه سال، سعید نقدی و جواد جمشیدی به چهار سال و نیما کشوری و علی احمدنیا هریک به پنج سال محکوم شده‌اند.
مجتهدزاده دربارهٔ وضعیت علی احمدنیا: وکالت پرونده ایشان را آقای میرزازاده برعهده دارد. تا آنجایی که بنده اطلاع دارم، برای ایشان نیز قرار وثیقه صادر شده بود اما ایشان برای فراهم کردن آن با مشکل روبه‌رو شده بودند و نتوانسته بودند آن را تودیع کنند. با این حال، من نمی‌دانم مشکل ایشان حل شده یا نشده است. احمدنیا در در توئیتر خود (ali_ahmadnia) نوشت: «الان تماس گرفتم متوجه شدم حکم اینجانب به عنوان ادمین کانال اصلاحات نیوز۵ سال زندان اعلام شده است.»
بازداشت مدیران کانال‌های تلگرامی اصلاح طلب و حامی دولت دو ماه مانده به انتخابات ریاست جمهوری انتقادات بسیاری را برانگیخت. ۳۰ تن از نمایندگان مجلس و اعضای دولت با اشاره به اینکه بازداشت شدگان همگی از طیف سیاسی اصلاح‌طلب هستند از احتمال سیاسی بودن بازداشت‌ها و تأثیرگذاری بر انتخابات سخن گفتند و سخنگوی دولت نسبت به این بازداشتها ابراز نگرانی کرد. پزشکیان نیز به بازداشت فعالان کانال های تلگرامی انتقاد کرد.